# Alizeu

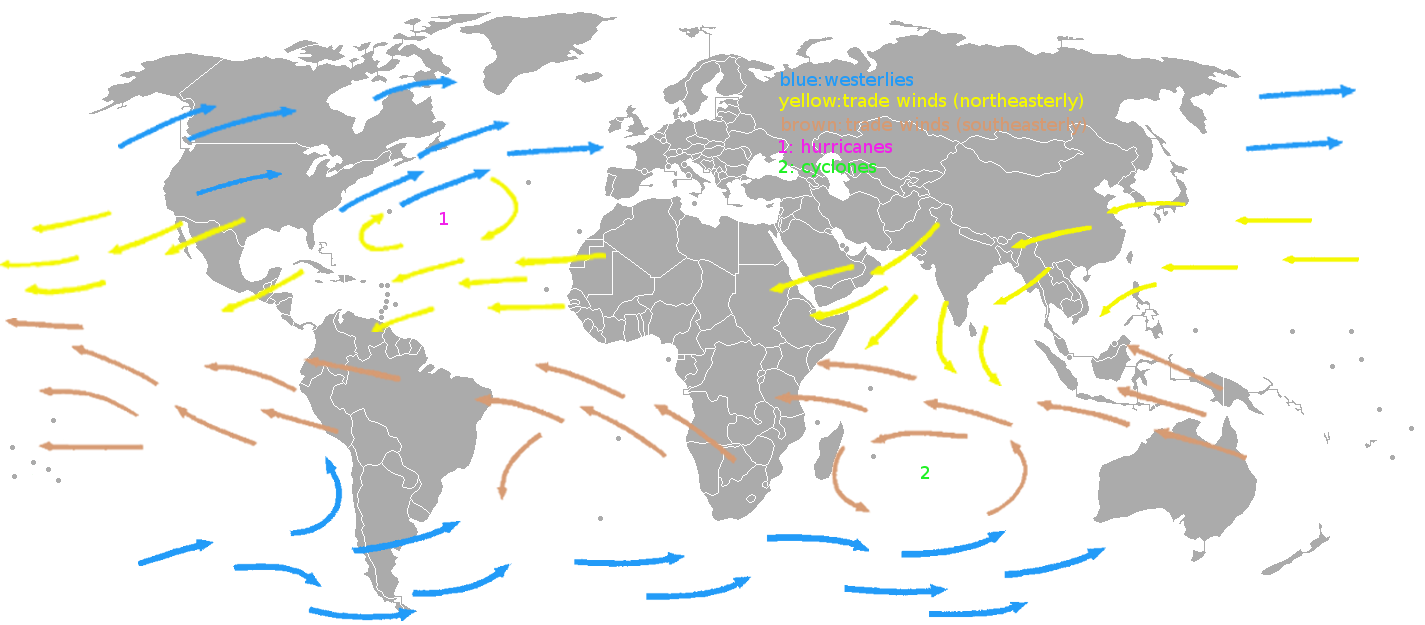
en (săgeți albastre) și alizeele (săgeți galbene și portocalii)

Vânturile alizee sunt vânturile dominante⁠(en)[traduceți] ce bat dinspre est în zonele tropicale, în porțiunea inferioară a atmosferei Pământului, în secțiunea inferioară a troposferei aproape de Ecuator. 
Alizeele bat predominant dinspre nord-est în emisfera nordică și dinspre sud-est în emisfera sudică, întărindu-se în timpul iernii, când oscilația arctică⁠(en)[traduceți] este în faza sa caldă. Istoric, alizeele au fost de secole utilizate de către căpitanii de vase cu vele pentru a traversa oceanele lumii, și au permis expansiunea imperiilor coloniale europene în Americi și stabilirea de rute comerciale peste Atlantic și Pacific.
În meteorologie, alizeele sunt identificate drept factor de dirijare a furtunilor tropicale care se formează deasupra Atlanticului, Pacificului și deasupra zonei sudice a Oceanului Indian și care ajung pe uscat în America de Nord, Asia de Sud-Est și, respectiv, în Madagascar și Africa Răsăriteană. Alizeele transportă și nisip saharian către vest peste Atlantic în Marea Caraibelor, dar și în părți din sud-estul Americii de Nord. Nori cumulus de mică profunzime se observă în regimul alizeelor, ele fiind împiedicate din a căpăta înălțime de o inversiune a alizeelor, cauzată de curenții descendenți de deasupra lor aflați în interiorul  by descending air aloft from within the crestei subtropicale⁠(en)[traduceți].

## Istorie

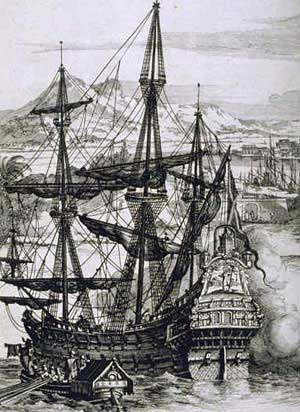
Galion spaniol

Termenul de alizeu provine din limba franceză, unde a fost inventat din radicalul latinesc alis, care, în secolul al XIII-lea, se referea la „caracterul neted, drept și delicat al acestor vânturi care suflă cu regularitate, nici mult dar nici puțin, mai tare sau mai slab după anotimp”. Portughezii au recunoscut importanța lor în navigație și în nordul și în sudul Atlanticului încă din secolul al XV-lea. Ei au aflat că pentru a ajunge în Africa de Sud, trebuie să meargă în largul oceanului, să se îndrepte spre Brazilia și, pe la paralela de 30° latitudine sudică să se îndrepte din nou spre est, pentru că deplasarea de-a lungul coastei africane ar însemna să navigheze contra vântului în emisfera sudică.
În Pacific, circulația vânturilor, inclusiv alizeele dinspre est și vânturile de vest de la altitudini mai mari erau necunoscute europenilor până la călătoria lui Andres de Urdaneta⁠(en)[traduceți] din 1565.
Căpitanul unui vas cu vele caută un curs de-a lungul vânturilor care se așteaptă să bată în direcția călătoriei. În epoca vaselor cu pânze⁠(en)[traduceți], vânturile dominante din diferite zone făceau ca unele locuri să fie mai ușor sau mai greu de atins, și deci aveau impact puternic asupra direcțiilor de dezvoltare a imperiilor coloniale europene și, prin urmare, asupra geopoliticii moderne. De exemplu, galioanele de Manila⁠(en)[traduceți] nu puteau naviga deloc contra vântului.
Până în secolul al XVIII-lea, importanța alizeelor pentru traversarea Atlanticului de către flota comercială engleză făcuse ca denumirea în limba engleză de trade winds să înceapă să fie identificată de etimologi și de publicul general cu sensul cuvântului trade de „comerț”.  Între 1847 și 1849, Matthew Fontaine Maury a strâns informații suficiente pentru a dezvolta hărți ale vânturilor și curenților marini pentru oceanele lumii.

## Cauze

Hartă 3D unde se observă en în relație cu alizeele de la suprafață.

Ca parte a circulației în celulele Hadley⁠(en)[traduceți], aerul de la suprafață se deplasează către Ecuator, în timp ce aerul de deasupra circulă spre poli. O zonă depresionară⁠(en)[traduceți] cu vânturi liniștite și puțin variabile aflată în preajma Ecuatorului este denumită calmele ecuatoriale⁠(en)[traduceți], frontul intertropical, sau Zona Intertropicală de Convergență⁠(en)[traduceți].  Când se află într-o regiune musonică, această zonă depresionară de convergență a vânturilor se numește zona depresionară musonică⁠(en)[traduceți].  În preajma paralelei de 30° în ambele emisfere, aerul începe să coboare spre suprafață pe centurile subtropicale de presiune ridicată denumite crestele subtropicale⁠(en)[traduceți]. Aerul subsident este relativ uscat deoarece, pe măsură ce coboară, temperatura crește, ridicând cu ea presiunea vaporilor saturanți, și astfel, cum umiditatea absolută rămâne constantă, umiditatea relativă a masei de aer scade. Acest aer cald și uscat este cunoscut ca o masă de aer superior și rezidă în mod normal deasupra unei mase de aer tropical maritim (cald și umed). Creșterea temperaturii cu altitudinea este cunoscută ca „inversiune de temperatură” (deoarece în mod normal temperatura scade cu altitudinea). Când ea apare în contextul regimului alizeelor, ea este denumită „inversiunea alizeelor”.
Aerul de la suprafață care se deplasează dinspre aceste centuri anticiclonice către Ecuator este deviat către vest în ambele emisfere de către efectul Coriolis.  Aceste vânturi bat predominant dinspre nord-est în emisfera nordică și dinspre sud-est în emisfera sudică.   Întrucât vânturile sunt denumite după direcția dinspre care bate vântul, cele din emisfera nordică sunt numite alizee de nord-est, iar cele din emisfera sudică sunt numite alizee de sud-est. Alizeele din ambele emisfere se întâlnesc în zona calmelor ecuatoriale.
Când se deplasează peste regiunile tropicale, masele de aer se încălzesc la latitudini mai mici din cauza luminii solare mai directe. Cele care se dezvoltă deasupra uscatului (cele continentale) sunt mai uscate și mai calde decât cele care se deplasează peste oceane (cele maritime), și se deplasează spre nord la periferia vestică a crestei subtropicale. Singura regiune a Pământului în care lipsesc alizeele este nordul Oceanului Indian.

## Efectele meteorologice
Norii care se formează deasupra regiunilor cu regim de alizeu sunt predominant cumulus și nu se extind mai mult de 4 km în înălțime, fiind împiedicate să fie mai înalte de inversiunea termică a alizeelor.  Alizeele provin mai mult din direcția polilor (dinspre nord-est în emisfera nordică și dinspre sud-est în emisfera sudică) în anotimpul rece, și sunt mai puternice iarna decât vara.  De exemplu, anotimpul vântos din Guyane, aflate la latitudini mici în America de Sud, are loc între ianuarie și aprilie.  Când faza oscilației arctice⁠(en)[traduceți] (OA) este caldă, alizeele sunt mai puternice în interiorul tropicelor. Faza rece a OA conduce la alizee mai slabe.  Când alizeele sunt mai slabe, cad ploi mai multe în zona tropicală, cum ar fi cea din America Centrală.
În timpul verii din emisfera nordică (iulie), alizeele care bat spre vest la sud de creasta subtropicală⁠(en)[traduceți], care se deplasează spre nord, se extind spre nord-vest din Marea Caraibelor către sud-estul Americii de Nord (Florida și coasta nord-americană a Golfului Mexic). Când praful din Sahara care se deplasează în jurul periferiei sudice a crestei merge deasupra uscatului, ploile sunt suprimate și cerul își schimbă culoarea din albastru intens către alb, ceea ce face ca apusurile de soare să fie de un roșu mai intens. Prezența acestui praf saharian are efect asupra calității aerului crescând cantitatea de particule din aer. Deși sud-estul SUA este zona cu cel mai curat aer din America de Nord, mare parte din praful saharian ce ajunge în SUA afectează peninsula Florida.  Din 1970, perioadele de poluare cu praf saharian s-au înrăutățit din cauza secetelor din Africa. Există o variație mare de la an la an în cantitatea de praf transportat în Caraibe și Florida de la an la an. Creșterile în cantitatea de praf sunt corelate cu o scădere a sănătății recifelor de corali în Caraibe și în Florida, în principal începând cu anii 1970.